# Elizabeth H. Slate
Elizabeth H. Slate es una estadística estadounidense interesada en las estadísticas bayesianas de datos longitudinales y sus aplicaciones a la salud. Es profesora de Estadística Duncan McLean y Pearl Levine Fairweather en la Universidad Estatal de Florida .  Algunos de los trabajos más citados de Slate se refieren a los efectos del selenio sobre el cáncer .  La investigación de Slate también ha incluido trabajos sobre la detección precoz de la osteoartritis . 

## Educación y carrera
Slate se especializó en matemáticas aplicadas e informática en la Universidad Carnegie Mellon (CMU) y se graduó en 1986. Después de obtener una maestría en estadística en CMU en 1988, completó su doctorado. allí en 1991,  bajo la supervisión de Robert E. Kass;  su disertación fue Reparametrización de modelos estadísticos . Se unió a la Escuela de Investigación de Operaciones e Ingeniería Industrial de la Universidad de Cornell en 1992 y se trasladó al departamento de Bioestadística, Bioinformática y Epidemiología de la Universidad Médica de Carolina del Sur en 2000. En 2011 se mudó nuevamente a la Universidad Estatal de Florida, como profesora de Fairweather. 

## Reconocimiento
Slate se convirtió en miembro de la Asociación Estadounidense de Estadística en 2007,  y miembro del Instituto de Estadística Matemática en 2023. 